# Hedyotis globiceps
Hedyotis globiceps är en måreväxtart som beskrevs av Henry Nicholas Ridley. Hedyotis globiceps ingår i släktet Hedyotis och familjen måreväxter. Inga underarter finns listade i Catalogue of Life.